# Mercedes Blasco
Mercedes Blasco, pseudónimo de Conceição Vitória Marques, (Mina de S. Domingos, 4 de setembro de 1867 – Lisboa, 12 de abril de 1961) foi uma popular actriz de opereta e revista,  escritora, poetisa, professora, tradutora, jornalista assim como enfermeira voluntária na Primeira Guerra Mundial.
Durante o seu percurso usou também os nomes artísticos Judith Mercedes Blasco e Judith Mercedes, assim como os pseudónimos Dinorah Noemia e Mam’selle Caprice.
No seu livro "Vagabunda" encontram-se reflexões sobre o feminismo, «Eu, que nas horas em que o teatro me deixa livre, me comprazo em estudar vários aspectos sociais, que inquietam meu espírito reto e justiceiro, entendo que a mulher pode e deve ser eleitora em todos os países e qualquer que seja a sua condição, sem que esse facto influa nas suas faculdades afectivas.»

## Biografia
Filha de José Maria Marques, maquinista de 1ª Classe da Companhia Real de Caminhos de Ferro, Mercedes Blasco nasceu na aldeia da Mina de S. Domingos situada no Baixo Alentejo, de onde era originária a família materna. Afamada pela sua figura, Mercedes possuía lábios carnudos e cabelos encaracolados, a sua imagem foi indicativo de beleza em Portugal. Possuía uma voz afinada e extensa, no dizer de Eça Leal. 
Proveniente de um meio burguês conservador Mercedes Blasco optou por usar pseudónimos no início da sua carreia de moda a contornar o estigma social. Contudo os figurinos ousados e as representações provocantes deram azo a uma série de escândalos durante a sua carreira. Por exemplo na sua estadia no Teatro da Trindade, onde integrou os espectáculos “Miss Helyett”, “O Brasileiro Pancrácio”, “O Solar das Barrigas” ou a célebre revista “Sal e Pimenta”, apesar dos êxitos acumularam «os mais diversos escândalos». No início do século XX Mercedes Blasco engravida, ainda solteira voltando o escândalo a «ensombrar a sua carreira profissional, afastando-a temporariamente de cena».
Na sua digressão pela Europa (França, Itália, Reino Unido e Bélgica) conheceu o seu marido Remi Ghekiere com quem viveu em Bruxelas aquando do começo da Primeira Guerra Mundial. Na sua obra "Vagabunda", Mercedes narra as dificuldades que passou em Bruxelas durante a guerra, uma vez que se recusou a trabalhar para as forças alemãs, apesar de ter dado aulas de línguas, e de mais tarde se ter voluntariado como enfermeira para a Cruz Vermelha.
Com o final da guerra, regressou a Lisboa contudo não encontrou qualquer tipo de reconhecimento pelas suas acções durante a guerra, bem como pelo seu trabalho nos palcos. Como forma de sustento começou a escrever produzindo e desenvolvendo uma obra com mais de trinta volumes dispersos entre memórias, romances, novelas, peças de teatro, crónicas e traduções, bem como uma intensa actividade jornalística.
Viveu com dificuldades económicas nos últimos anos da sua vida com uma fraca reforma que lhe foi atribuída chegou mesmo a viver da caridade de alguns amigos. Faleceu em Lisboa no dia 12 de abril de 1961, com 94 anos, em casa de Alberto Bartisol, onde a tinham recolhido havia mais de um ano.

## Carreira

### 1867: Infância
Conceição Marques saiu com poucos meses da sua terra natal, Mina de São Domingos rumo a Huelva, Espanha, onde viveu até aos sete anos, idade com que veio com os pais, para a cidade do  Porto. Nesta cidade, frequentou a Escola Normal, onde tirou o curso do Magistério Primário e estudou língua francesa com a professora Blanche Aussenac.
A sua arrebatadora paixão pelo teatro levou-a a fugir de casa, ainda menor de idade, para concretizar os seus sonhos, optando pela utilização de pseudónimos de maneira a ocultar da família a sua actividade profissional. Conceição Vitória Marques fora desde muito cedo preparada para uma carreira na medicina, tendo acesso a uma educação acima da média. Este facto explica não apenas a cultura que revela na sua vasta obra literária, mas também o seu domínio de várias línguas, para além do português (inglês, francês, espanhol, italiano e alemão), que viria a utilizar frequentemente na sua vida profissional, tanto em Portugal como no estrangeiro.

### 1888-1891: Início de uma Estrela
Foi no Teatro do Chalet do Porto, que Mercedes Blasco se iniciou no papel de “Jockey” na peça "Grande Avenida", adaptação da zarzuela La Gran Via, por Jacobetty. Passou para o Teatro do Príncipe Real, naquela cidade. Já conhecida, veio para o Teatro do Rato, em Lisboa, onde se estreou como nome de Mercedes Blasco, em "O Às de Copas" (1888), revista de Ludgero Viana. Voltou ao Chalet, no Porto, onde entrou nas revistas "Sem Papas na Língua" (1888), de Alfredo Fragoso e António José Alves, no papel de “Primavera”, e "Nitouche, Vaudeville" em 3 atos, de Millaud e Hannequin, "Espelho da Verdade", peça fantástica em 4 atos, arranjo de Augusto Garraio; "Os Bandidos", de Augusto Mesquita, "Coroa de Fogo", peça fantástica de Borges de Avelar, com música de Manuel Benjamim; "O Homem Rico de Celorico"  (1888), imitação de Gervásio Lobato e Acácio Antunes de uma peça de Feydeau. 
Voltou a Lisboa, em 1890, para integrar o elenco da companhia do Teatro da Trindade, a convite de
António Duarte da Cruz Pinto, crítico musical de O Século, quando Matoso da Câmara era gerente
do teatro. O vencimento acordado foi de 54$000 réis por mês e um benefício. Ali se estreou, a 21 de outubro de 1890, na primeira representação de "Mademoiselle Nitouche, Vaudeville", tradução de Gervásio Lobato e Urbano de Castro, música de Rio de Carvalho; e entrou nas operetas "A Moira de Silves", original de Lorjó Tavares e música do maestro Guerreiro da Costa; "Colégio de Meninas", tradução de Gervásio Lobato e Acácio Antunes.
A peça "Noiva dos Girassóis" (1891), tradução de Guiomar Torrezão, "Piparote" (1891), de Eduardo Garrido e música de Freitas Gazul; e "Miss Helyett", tradução de Gervásio Lobato e Eça Leal, considerada, por muitos críticos, como a sua melhor criação. Foi no Teatro da Trindade que cantou, pela primeira vez, canções francesas no género da artista Ivette Guilbert.

### 1892-1892: Os fados
Na época de 1892/93, esteve no Teatro da Avenida, onde criou “Diabo Elétrico”, de "O Cavaleiro
da Rocha Vermelha", mágica de Baptista Machado, música de Dias Costa. Voltou ao Teatro
da Trindade, para interpretar papéis de responsabilidade na opereta "Leitora da Infanta" (1893), tradução de Eça Leal da peça Petite Muette, música do maestro Augusto Machado; interpretou ainda a parte
musical da zarzuela "Segredo Duma Dama", e "Fado do Amor"; criou "Brasileiro Pancrácio" (1893), opereta de costumes populares de Sá de Albergaria com música de Freitas Gazul, onde cantou fados compostos por ela e que, a pedido do público, chegaram a ser repetidos dez vezes numa sessão. 

### 1894: A grande vedeta do Trindade
Em 1894, Mercedes Blasco era a grande vedeta do Trindade e, nesse ano, entrou em "Sal e Pimenta", revista em 3 atos e 12 quadros de Sousa Bastos, música de Freitas Gazul. Apesar do sucesso, quando a Sociedade Artística daquele teatro entregou, em 1894, a direção a António de Sousa Bastos, Mercedes
Blasco viu em Palmira Bastos uma rival e abandonou o teatro. 

### 1894-1895: No Teatro D. Afonso
Na temporada de 1894/95, integrou a Companhia Del Negro, no Teatro D. Afonso, no Porto, onde representou "Amazonas de Tormes", zarzuela em 2 atos, traduzida por Passos Valente, "Uma Aventura Régia", ópera cómica, no papel de Olivier, em "travesti", e "Capitão Lobisomem", de Lopes Teixeira. 

### 1896: Um novo visual
Em 1896 partiu em digressão pelas províncias do norte do país. Finda a época, voltou a Lisboa, cortou e pintou os cabelos de louro, e hospedou-se no Hotel Aliança.
Entrou para o Teatro D. Amélia e, depois, para o Teatro da Rua dos Condes, onde fez "Champignol à Força", peça original de Georges Feydeau, traduzida por Guiomar Torrezão.  

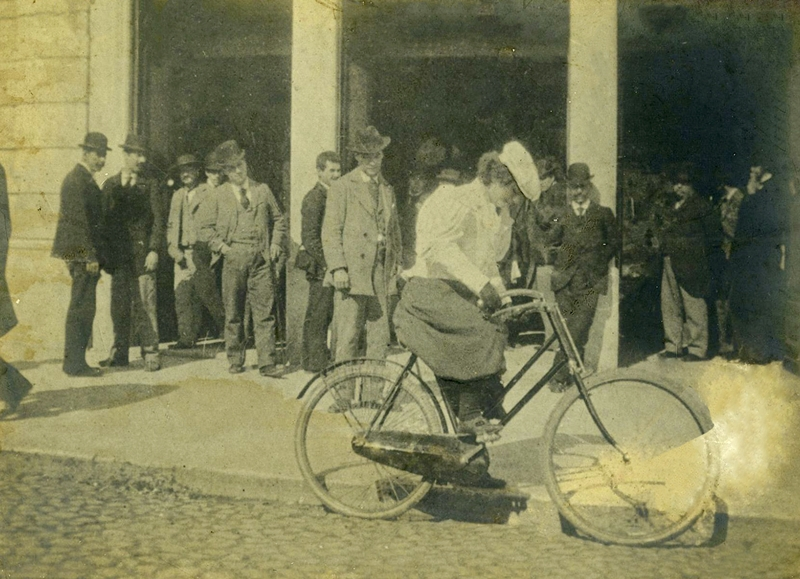
À porta da Rua dos Condes na Telha do Reino da Bolha (1897)

### 1897-1900: Atrevida, ciclista e instrumentista
Escandalizou em "O Reino da Bolha" (1897), revista de Eduardo Schwalbach, música de Freitas Gazul e Del Negro, em que entrou no palco de bicicleta e traçou as pernas em cena, para segurar a viola que tocava para acompanhar as cançonetas francesas que faziam parte do repertório. Também ia de bicicleta de casa, do Chiado, onde vivia, para o Teatro da Rua dos Condes. Integrada na Companhia de Ópera Cómica Portuguesa, a atuar no Real Coliseu de Lisboa, sob direção de Pedro Cabral, com quem Mercedes então vivia maritalmente, entrou na estreia de "O Sr. Comendador Ventoinha", opereta de costumes
populares, em 3 atos, em que apareceu também montada numa bicicleta; fez "O Harém d’El-Rei", opereta burlesca em 3 atos, de Tito Martins, música de Freitas Gazul; criou a personagem “Flor de abril”,
na primeira representação de "A Mascote" (1897), ópera cómica em 3 atos, tradução de Eduardo Garrido, música de Oudran; protagonizou "A Cossaca", vaudeville em 3 atos de Meilhac e Millaud, adaptação de Gervásio Lobato e Eça Leal, música de Hervé; "28 Dias de Clarinha" (1897), opereta em 4 atos, de H. Raymond e A. Mars, tradução de Gervásio Lobato e Acácio Antunes, música de Victor Roger; e "Pif-Paf" (1897). Nesse ano, foi para o Pará, Brasil, na Companhia Sousa Bastos, onde ficou um mês e representou, além do seu repertório, "Simão, Simões & Ca"., zarzuela em1 ato, tradução de José Sebastião Machado Correia; as revistas "Carvoeiros", "Tim-Tim por Tim-Tim", de Sousa Bastos, música de Plácido Stichini e "Fim de Século", com música de Rio de Carvalho; representou "Cliquette", opereta traduzida por ela, em colaboração com Tito Martins. 
Voltou ao Teatro da Trindade e, entre 1897 e 1903, fez parte de companhias residentes, em que figuravam os grandes nomes do teatro no feminino, tais como Ana Pereira, Palmira Bastos, Amélia Barros e Augusta Cordeiro. Passou pelo Teatro D. Amélia, onde protagonizou  "Tirano da Bella Urraca" (1898), paródia de Marcelino Mesquita a Cyrano de Bergerac, de Edmond Rostand e, no Real Coliseu, fez as revistas "A Geringonça e Frades Mostenses". Entrou em "Lobos Marinhos", de Ramos Carrion, música de Chapin, tradução de João Soler, "O Cabo dos Forcados", comédia em 1 ato, de Esculápio, e escandalizou em "As Farroncas do Zé" (1898), revista do escritor e jornalista Tito Martins e Baptista Machado, música de Rio de Carvalho, representando com um maillot para melhor evidenciar as poses plásticas, o que foi considerado obsceno. Nesse mesmo ano, partiu
para Madrid, na Empresa Salvador Marques e Pedro Cabral, onde se estreou no Teatro Moderno
(Alhambra) e foi convidada pelo Teatro Lara, onde cantou "La Sérénade de Gillotin", "Laissezmoi
Rire" e fados. No regresso, seguiu a companhia numa digressão pelo Minho, Trás-os-Montes e Beiras. 
Em 1899, foi escriturada pela Empresa Vale, então no Teatro da Rua dos Condes, onde representou alguns dos seus êxitos, "O Poeta de Xabregas", de Eduardo Schwalbach, e "O Sacristão de Santo Eustáquio", vaudeville, adaptação de Rafael Ferreira. Passou pelo Teatro
da Avenida.
Em 1900, pelo Teatro D. Amélia, onde criou "Princesa Encantada", tradução de Acácio de Paiva e Esculápio. 

### 1901: Além fronteiras Espanha
Em 1901, integrou a Companhia Taveira, que acabava de chegar do Brasil, para representar, no Teatro do Príncipe Real do Porto, "O Burro do Sr. Alcaide", ópera cómica em 3 atos, de Gervásio Lobato e D. João da Câmara, música de Ciríaco Cardoso. Entretanto, ficou doente e foi substituída. A companhia regressou
a Lisboa, mas os papéis que lhe estavam atribuídos noutras peças não lhe foram restituídos. Tinha esquecido Pedro Cabral, vivia então maritalmente, com o jornalista Augusto Peixoto e apareceu, em cena, grávida. Voltou a Madrid a convite do Teatro Romea, onde interpretou cançonetas francesas e napolitanas, repertório que repetiu no Teatro Marquez, de Cartagena. 

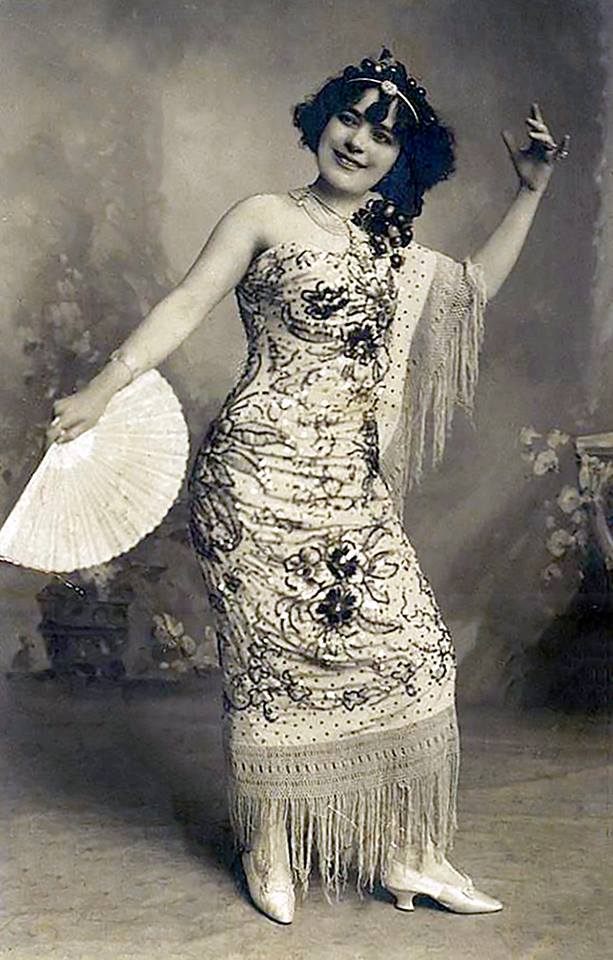
Mercedes Blasco em Rosa Granada no London Coliseum (1909)

### 1902: Teatro Condes
Na época de 1902/1903, fez parte da Companhia Luís Ruas, na opereta "A Revolucionária", tradução de Xavier Marques, e entrou na revista "À Procura do Badalo", de Baptista Dinis, música de Miguel Ferreira que, ao fim de setenta e cinco representações, foi considerada obscena e obrigada a mudar o título para "Num Sino". Ali fez benefício com "Pátria", original de Tito Martins, música de Oliveira Gallo. Depois passou para a Empresa Portulez, no Teatro da Rua dos Condes, para representar nas peças "Chico Banzé", "Chico da Carola", "Cançonetas", onde cantou produções francesas, "Cem Mil Diamantes", opereta fantástica de Sousa Rocha, "Entre as Mulheres", de Celestino da Silva, "O Solar dos Barrigas", ópera cómica, em 3 atos, de Gervásio Lobato e D. João da Câmara, música de Ciríaco Cardoso. 

### 1908-1919: No turbilhão
Nova digressão leva Mercedes ao Brasil no início de 1908, à cidade moderna de grande azáfama cultural e social,  Rio de Janeiro,  pois ai decorre a  Exposição Nacional de 1908, onde faz enorme sucesso, sendo  reconhecida como uma das Estrelas mais conceituadas do momento, Mercedes é acarinhada e glorificada pelas mais ilustres personalidades. Após a sua digressão por terras Brasileiras, Mercedes dirigiu-se directamente a Paris, dando início a uma longa temporada no estrangeiro representando em França, Itália, Reino Unido e Bélgica, e instalando-se neste último país com os dois filhos e o então marido Remi Ghekiere, um engenheiro belga.
Por esta altura, o jornal O Século, informava que Mercedes Blasco tinha tomado parte, em Paris, numa festa promovida por Juliet Adam, a famosa Madame Lambert, em favor dos sobreviventes do abalo de terra ocorrido a 23 de abril de 1909, no Ribatejo, e que teve tal sucesso que a família imperial russa, então em Paris, a convidou para cantar no seu palácio. No dia 2 de junho de 1909, a atriz exibiu o seu repertório de canções espanholas, francesas e napolitanas, cantadas nos respectivos idiomas, e fados portugueses, acompanhados por ela à guitarra, perante o grão-duque Paulo e a esposa, as princesas de Yourlevsky e Lobanoff, a marquesa de Montbello, a grã-duquesa Maria de Saxe Coburgo-Gotha e a princesa Beatriz, da Casa Imperial da Alemanha, entre outras personalidades. Diz o mesmo jornal que foi muito aplaudida e convidada para cantar, em Madrid, nos já anunciados esponsais da princesa Beatriz com o príncipe Carlos de Bourbon. Atuou em Itália, na Holanda e na Bélgica, onde afirmou ter cantado a "Mascote"  no Teatro Real de Liège. Durante a Grande Guerra, Mercedes alistou-se como enfermeira
da Cruz Vermelha, em Bruxelas, e tratou de prisioneiros de guerra portugueses, doentes, em Liège (1918). Casada com o engenheiro eletricista belga Remi Ghekiere. Teve dois filhos, Stelio que morreu em Liège, a 3 de setembro de 1917, quase à fome, e ficou sepultado no Cemitério Robermont, na mesma cidade.

### 1920: Regresso infeliz
Acabada a Guerra, Mercedes Blasco voltou viúva, com o seu filho Marcel (ou Marcelo) para Lisboa, já muito doente. Aqui, tentou o teatro, mas as ousadias artísticas que a tinham tornado célebre, não se coadunavam com a Mercedes envelhecida que tinha regressado e não foi bem recebida nos poucos teatros que lhe deram trabalho. Vivia com muitas dificuldades e, em agosto de 1920, o senador Júlio Ribeiro apresentou no Parlamento um projeto de lei em que propunha a atriz como societária do Teatro Nacional, uma forma de pagamento pelos serviços prestados aos nossos soldados como enfermeira de guerra. O projeto era apoiado pelo gerente do teatro, que lhe deu um pequeno papel numa peça para justificar a entrada na Sociedade Artística do Teatro Nacional, e pela imprensa. Era uma situação que lhe permitiria, mais tarde, obter uma reforma do Cofre de Subsídios e Reformas da Sociedade Artística do Teatro Nacional, de que beneficiavam os atores do mesmo teatro. A notícia da entrada de Mercedes Blasco para o Teatro Nacional causou alguns embaraços relacionados com a única vaga que havia e que era muito disputada. Ainda se elevou o número de vagas de 18 para 19, mas os problemas levantados levaram a Sociedade Artística a propor Irene Grave para o lugar. As vozes discordantes lembravam que Mercedes Blasco nunca fizera teatro declamado e recordavam as atitudes da atriz em palco, vistas como ousadas, para inviabilizar a entrada da atriz. Embora a imprensa movesse uma campanha a favor de Mercedes, a decisão estava tomada. Dedicou-se então a escrever, colaborando em revistas e jornais, chegando a participar nas Conferências Teatrais de Arte, organizadas pela Associação de Classe dos Trabalhadores do Teatro, com uma comunicação subordinada ao tema “Duas Qualidades Magnas do Artista Dramático”. Foi a primeira atriz portuguesa a escrever as suas memórias, ainda jovem. Nos últimos meses de vida do filho, viviam ambos duma pequena pensão que o governador civil de Lisboa, Viriato Lobo, concedeu ao pequeno. A 13 de junho de 1922, Marcelo faleceu, vítima de tuberculose, e foi sepultado no compartimento municipal n. 298 do Cemitério dos Prazeres.
Mercedes passou a viver da pensão que Filipe Mendes, então o governador civil de Lisboa, lhe manteve e aumentou a título de recompensa pela publicação dos artigos que escreveu sobre casas de caridade, publicados na Ilustração Portuguesa. Manuel Marques, dono de uma pastelaria do Chiado, ajudava não cobrando pelas refeições e outras compras que ela fazia. Dedicou-se à escrita,  publicando um conjunto de obras que constituem, no geral, a continuação do livro Memórias de Uma Atriz (1907). Em 1922 inseriu, em Vagabunda, um capítulo que denominou “Um pouco de feminismo” em que advogava a favor da emancipação cultural e económica feminina, o sufrágio universal, a partilha de poderes entre géneros, a valorização da mulher enquanto esposa e mãe, contra o divórcio, a dissolução dos lares e a ilegitimidade dos filhos. Em 1925, ainda entrou na peça "A Intrusa", de Luna de Oliveira. Como não tinha possibilidades de continuar a pagar as quotas do Cofre de Subsídios, requereu a devolução das quantias pagas, já que, não trabalhando no Teatro Nacional, não tinha direito à reforma. As dificuldades económicas perturbaram-na e, um dia, fugiu do cubículo em que vivia e deambulava pela cidade quando a polícia a encontrou e internou na Mitra, até que familiares e amigos a foram buscar. Faleceu aos 94 anos, em casa de Alberto Bartisol, na Travessa do Rosário, n. 6, em Lisboa, onde a tinham recolhido havia mais de um ano. Era o fim trágico de uma atriz a quem Albino Forjaz Sampaio classificou de poetisa muito culta, de sensibilidade privilegiada e raffinée, com alma de artista, e Pedro Cabral afirmou ser a única mulher de espírito que conheceu. Acompanharam-na, no velório e no funeral, as sobrinhas Libânia Anjos, em cuja casa residiu, Isabel Maria Anjos Santos, Ivone Amélia Anjos Sá, Maria Mercedes Anjos Fragoso, Aurora Anjos, Maria de Lourdes Anjos e os sobrinhos José Marques Anjos, João Marcelo de Almeida Anjos e José Maria Marques. Foi sepultada no talhão dos Artistas Teatrais, túmulo nº217, no Cemitério dos Prazeres.

## Actualidade

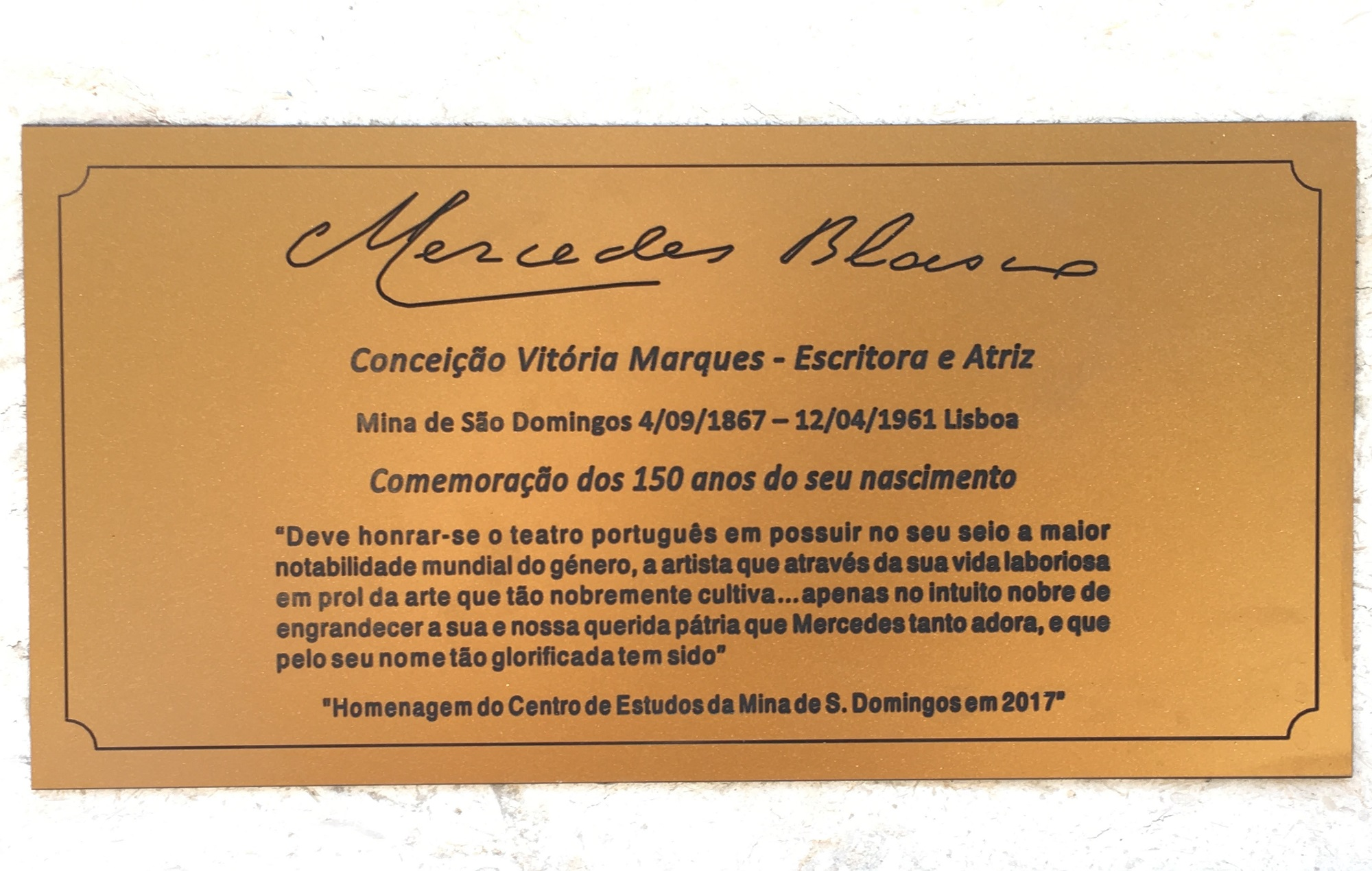
Placa de homenagem a Mercedes Blasco, cemitério dos Prazeres

O reconhecimento do seu valor surge tardiamente, no começo do século XXI, apesar de já em 1992 Mário Elias se ter debruçado sobre a sua figura no livro O Drama de Mercedes Blasco. 
Em Setembro de 2017 é assinalada a passagem dos 150 anos do seu nascimento com a inauguração de uma placa identificativa do seu lugar de sepultura no Cemitério dos Prazeres em Lisboa. No seguimento das comemorações do seu 150.º aniversário de nascimento é inaugurada em outubro uma rua com o seu nome na Mina de S. Domingos assim como reeditado o seu livro de 1920 Vagabunda.

## Colaborações Jornalísticas
- Jornal da Manhã, Porto
- Novidades
- A.B.C
- O Século
- A Cidade
- A Voz Pública (1924-1927), Lisboa
- A revista Civilização (1928-1937), Porto
- A revista Comédia (1921-1924)
- Gente Lusa (1930)
- Gil Braz (1898-1904)
- Ilustração (1926-1939)
- Nova Arcádia (1926-1927)
- O Pirilampo (1923-1925)
- Portugal-França (1910)

## Obra Publicada
- Vagabunda. Seguimento às Memórias de uma actriz, 1908 a 1919. Lisboa: J. Rodrigues, 1920
- Caras pintadas de Mercedes Blasco. Lisboa: Portugália Editora, 1923
- Desventurada. Lisboa: Portugália Editora, 1924
- Esta vida… Lisboa: Portugália,1926
- Os meus homens. Lisboa: J. Rodrigues, 1926
- Como eles são. Lisboa: J. Rodrigues, 1927
- Batalha de sexos. Lisboa: J. Rodrigues, 1929
- Qualquer coisa… Lisboa: J. Rodrigues, 1930
- O homem que deu o seu cérebro. Lisboa: J. Rodrigues, 1931[9]
- Hipócritas. Lisboa: J. Rodrigues, 1932
- Arco de Cupido. Lisboa: J. Rodrigues, 1934
- Uma mulher: um beijo: uma traição. Lisboa: Imp. Lucas ,1935
- Nas trincheiras da vida. Lisboa: Imp. Lucas, 1936
- Mel e Fel. Lisboa: J. Rodrigues, 1936
- Engeitada. Lisboa: J. Rodrigues, 1937
- Diário de uma escriba. Lisboa: J. Rodrigues, 1938
- A casa dos "Malavoglia". Lisboa: Argo, Imp. 1944
- Corina. Lisboa: Argo, 1945

## Ligações Externas
- https://issuu.com/cemsd/docs/revista_clepul_28_out2017
- http://www.cemsd.pt/mblasco/
- https://www.facebook.com/Mercedes-Blasco-Concei%C3%A7%C3%A3o-824818820901860/
- http://bancadadirecta.blogspot.pt/search?q=mercedes+blasco+
- https://museudamulher.pt/mercedes-blasco-150-anos-de-seu-nascimento-4-918674-92017/
- http://ascausasdajulia.blogspot.pt/2017/04/mercedes-blasco-o-fado-da-sua-vida-ou.html
- http://www.fundacaoserraomartins.pt/index.php?id=mercedes-blasco
- http://resources.huygens.knaw.nl/womenwriters/vre/documents/a9e91c17-2182-46b8-9d17-1001e98f334d/links